# Hiitamolampi
Hiitamolampi eller Kattamolompolo är en sjö i Finland. Den ligger i kommunen Enare i landskapet Lappland, i den norra delen av landet, 1 000 km norr om huvudstaden Helsingfors. Hiitamolampi ligger 147 meter över havet. Arean är 1,7 kvadratkilometer och strandlinjen är 20,94 kilometer lång. Sjön  ingår i Pasvik älvs huvudavrinningsområde. 